# Парламентские выборы в Италии (1890)
Всеобщие парламентские выборы 1890 года прошли 23 (первый тур) и 30 ноября (второй тур). На них были выбраны 508 членов Палаты депутатов Королевства Италия. Победителем выборов стала правящая либеральная партия «Левая», представлявшая итальянскую буржуазию, получив больше половины голосов избирателей и почти 79 % мест в парламенте.
Активность избирателей по сравнению с предыдущими выборами несколько снизилась. В голосовании приняли участие 1 477 173 человек из 2 752 658 имевших право голоса (население Италии на тот момент составляло около 31 млн), таким образом явка составила 58,50 %.

## Результаты выборов
| Партия                            | Оригинальное название  | Голоса    | %     | Места |
| --------------------------------- | ---------------------- | --------- | ----- | ----- |
| «Левая»                           | итал. Sinistra         | 844 075   | 58,1  | 401   |
| «Правая»                          | итал. Destra           | 100 444   | 6,9   | 48    |
| «Крайне левая»                    | итал. Estrema sinistra | 100 042   | 6,9   | 42    |
| Другие кандидаты                  |                        | 408 236   | 28,1  | 17    |
| Недействительные голоса           |                        | 24 376    | –     | –     |
| Всего                             |                        | 1 477 173 | 100   | 508   |
| Зарегистрировано избирателей/Явка |                        | 2 752 658 | 58,50 |       |